# Rècia
Rètia (grec antic: Ῥαιτία, llatí: Rhaetia o Raetia) va ser una província romana situada al nord-oest de la península Itàlica. Rep el seu nom dels rètics, els habitants nadius de la regió alpina. Afrontava al nord amb Vindelícia, a l'oest amb Helvècia, al sud amb els Alps que la separaven d'Itàlia i a l'est amb Venètia i el Nòric. Abraçava els moderns Grisons, el Tirol i el nord de Llombardia. Els seus habitants s'anomenaven rètics.
A la regió, hi havia el naixement de nombrosos rius alpins que regaven la península Itàlica, com l'Addua, el Sarius, l'Olbius, el Cleusis, el Mincius, entre d'altres. Els rius principals del país eren l'Athesis i el seu afluent l'Isargus o Ilargus, i l'Oenus o Aenus. Entre els rius, hi havia extenses valls fèrtils i adaptades als cultius, però els seus habitants depenien sobretot dels ramats. Les principals ciutats eren Tridèntum i Veldidena. Al país, hi havia poques ciutats i les que existien difícilment podien portar aquest títol, ja que eren llogarets. Paulus Diaconus esmenta una ciutat a l'interior del país, de nom Maia, que va ser destruïda al segle viii per una allau, i correspon a Meran. El producte principal era el vi, que era tan bo com el d'Itàlia. Altres produccions eren la mel, el formatge i la cera, productes amb els que comerciaven.
Les principals tribus o pobles del país eren els leponcis (lepontii), vibers (viberi), calucons (calucones), vènnons (vennones), venostes, sarunetes, isarcs (isarci), brixants (brixanti), genauns (genauni), tridentins (tridentini) i eugans (euganei).

## Història
August va ordenar la conquesta de les tribus dels Alps que fins llavors s'havien mantingut independents. Després d'uns anys de lluita molt cruenta, ja que eren «un poble salvatge i astut» diu Cassi Dió, i tenien un gran desig de llibertat, lluitaven contra els romans de forma violenta i Luci Anneu Florus explica, que les dones dels rètics, que també prenien part a la guerra, quan van acabar les fletxes van llançar els seus fills contra la cara els romans. Drus i Tiberi cap a l'any 15 aC, van entrar per fi a la regió, la van sotmetre i es va formar la província romana, segons Suetoni. Vindelícia, al nord-est, va convertir-se també en una província, però al segle i les dues províncies van quedar unides sota el nom de Rècia, i arribaven fins al Danubi i el Limes Germanicus.
En la reorganització de Dioclecià a finals del segle iii, la província es va dividir en la Rècia Primera (Rhaetia Prima) amb capital a Curia Rhaetorum (Chur) i Rècia Segona (Rhaetia Secunda), coneguda també per Vindelícia. La frontera entre les dues no està ben definida, però probablement seguia la cadena dels Alps entre el llac de Constança fins al riu Inn. El territori a l'oest del riu Licus fins a les fonts del Danubi i del Rin, Ptolemeu l'inclou dins la Rècia.
Al segle iv, el país, molt afectat per les invasions, es va despoblar i, al segle v, el got Teodoric el Gran se'n va apoderar i en va deixar l'administració en mans d'un dux, que la va repoblar. A la mort de Teodoric, s'hi van establir els boioars, que també es van establir al Nòric. El riu Licus es va convertir en la frontera entre els alamans de Vindelícia i els boioars de Rècia.